# 溥閻
奉恩輔國公溥閻（1884年8月1日—1918年12月25日），奉恩輔國公載卓第一子，母妻瓜爾佳氏，其父為嵩岫，果親王系第九代。
他在光緒十年六月（1884年）出生，光緒三十三年十一月（1907年）接替父親成為果親王第九代，但因為果親王並非世襲罔替的爵位，因此他的封爵只是奉恩輔國公。
民國七年十一月（1918年）他去世，虛齡三十五岁，由養子毓鋌（伯父載坤之孫）襲封果親王系第十代。